# 英仙座10
英仙座10，又名BD+55 612，HD 14818、SAO 23304、HR 696，是英仙座的一颗恒星，视星等为6.25，位于銀經135.62，銀緯-3.93，其B1900.0坐标为赤經2h 18m 12.1s，赤緯+56° -3.93′ 22″。